# Kay Davis
Kathryn Elizabeth Davis (artiestennaam Kay Davis) (Evanston, 5 december 1920 -  Apopka, 27 januari 2012) was een Amerikaanse jazz-zangeres, die in de jaren veertig zong in het orkest van Duke Ellington.
Davis studeerde zang en piano aan Northwestern University. Na haar afstuderen in 1943 zong ze in Chicago. In 1944 werd ze aangenomen door Duke Ellington, in wiens orkest ze zong naast Joya Sherrill en Al Hibbler. Ze werd hier bekend door haar woordloze zang (bijvoorbeeld in "Creole Love Call", zoals Adelaide Hall dat ook had gedaan). Ze werd opgenomen op enkele belangrijke platen zoals "I Ain't Nothing But the Blues" (1944) en "Solitude" (1945). Met Ellington ging ze op tournee in Europa, in een kleine groep met Ray Nance (in 1948) en kort daarop met de volledige band. Rond 1950 verliet ze de band en trouwde ze met Edward Wimp.
Kay Davis dies New York Times: 

## Discografie
met Duke Ellington:
- Carnegie Hall Concert, Prestige, 1944
- Duke Ellington 1946, Classics
- Duke Ellington 1947-1948, Classics

- Bibsys: 6023570
- Bibliothèque nationale de France: cb139459897 (data)
- CiNii: DA01863567
- Gemeinsame Normdatei: 134355695
- International Standard Name Identifier: 0000 0000 5515 6521
- Library of Congress Control Number: no96055824
- MusicBrainz: 0f615fc1-ce1f-4586-b867-c0a528d49fcd
- Istituto Centrale per il Catalogo Unico: DDSV005856
- SNAC: w6847z9z
- Système universitaire de documentation: 085648035
- Virtual International Authority File: 7579489
- WorldCat: E39PBJpjgttttDdKpqCrxjXmVC